# Bourg-en-Lavaux
Bourg-en-Lavaux (toponimo francese) è un comune svizzero di 5 290 abitanti del Canton Vaud, nel distretto di Lavaux-Oron.

## Geografia fisica
Bourg-en-Lavaux si affaccia sul lago di Ginevra.

## Storia
Il comune di Bourg-en-Lavaux è stato istituito nel 2011 con la fusione dei comuni soppressi di Cully, Epesses, Grandvaux, Riex e Villette; capoluogo comunale è Cully.

## Geografia antropica

### Frazioni
- Cully[2]
  - Chenaux
- Epesses[3]
  - Crêt-Dessous
  - Crêt-Dessus
- Grandvaux[4]
  - Curson
- Riex[5]
- Villette[6]

## Infrastrutture e trasporti

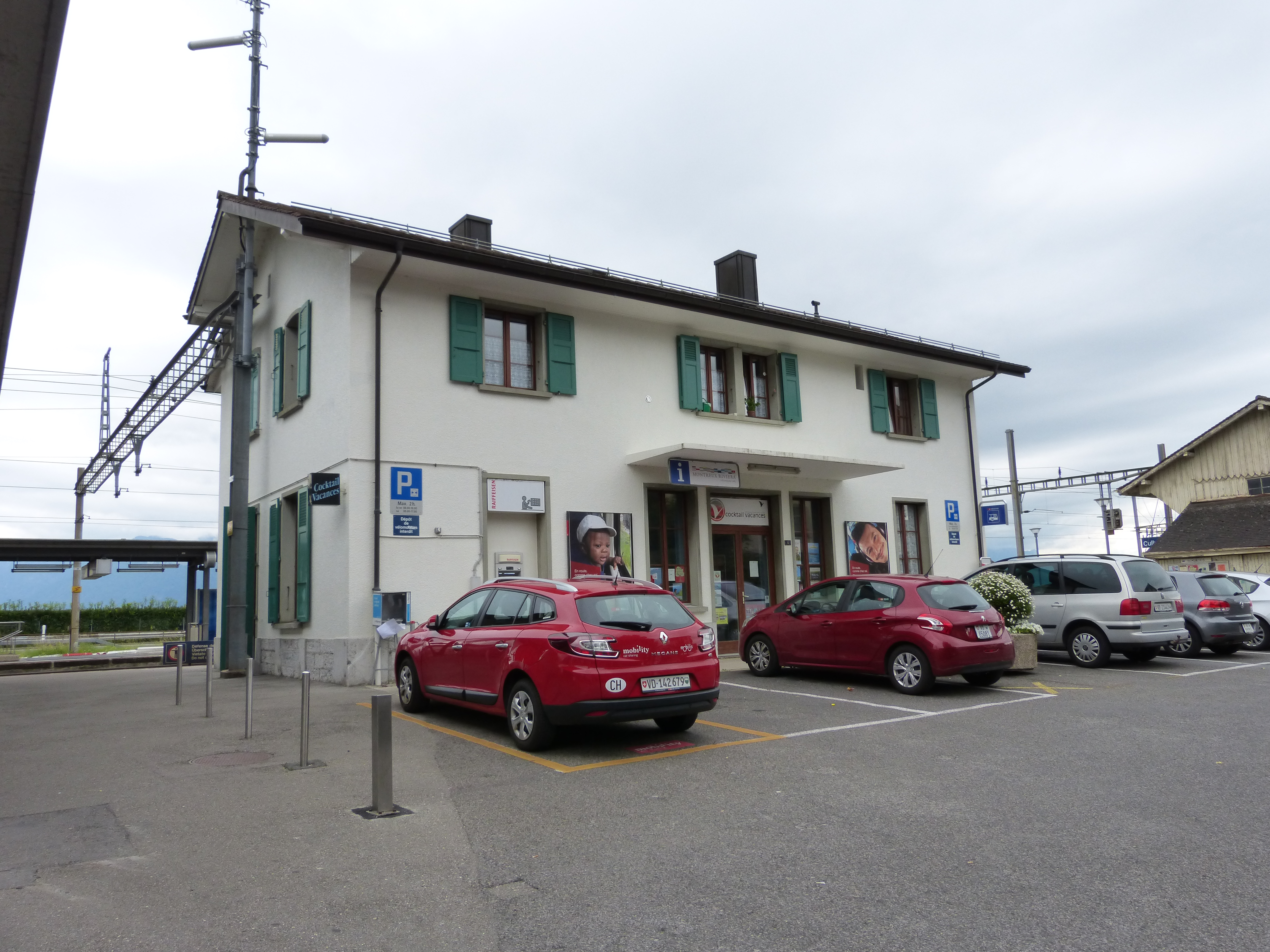
La stazione di Cully

Bourg-en-Lavaux è servito dalle stazioni di Cully, di Epesses e di Villette, sulla ferrovia Losanna-Briga, e da quella di Grandvaux, sulla ferrovia Losanna-Berna.